# Jean Crotti
Jean Crotti (24 abril 1878 – 30 gener 1958) fou un pintor francès.
Crotti va néixer a Bulle, cantó de Friburg, Suïssa. Primer estudià a Múnic, Alemanya, a l'Escola d'Arts Decoratives, llavors a 23 anys es traslladà a París per estudiar art a l'Académie Julian. Inicialment va ser influït per l'impressionisme, i després pel fauvisme i l'Art Nouveau. Sobre el 1910 començà a experimentar amb l'orfisme, una derivació del cubisme, influència que seria accentuada per la seva relació a Nova York amb Marcel Duchamp i Francis Picabia.
Refugiat de la Primera Guerra Mundial, va veure Amèrica com el lloc on poder viure i desenvolupar el seu art. A Nova York compartí estudi amb Marcel Duchamp i conegué la seva germana, Suzanne Duchamp. Ella era part del moviment Dada, en què Crotti s'implicaria. El 1916 Crotti exposà pintures orfistes, moltes de les quals tenien títols religiosos, i també el seu Retrat de Marcel Duchamp i el molt comentat Les Forces Mécaniques de l'amour, mouvement, creat amb objectes trobats.
La primavera del 1916, Crotti se separà de la seva muller, Yvonne Chastel, i retornà a Paris. Havia començat una relació amb Suzanne Duchamp que culminaria en el seu divorci el 1919 i el casament immediat amb la Suzanne. Una artista per dret propi, ella influí molt en la pintura de Crotti. El 1920 Crotti va fer una de les seves obres més conegudes; un retrat de Thomas Edison. Prengué part a l'Exposició Internacional de París del 1925, i a l'Exposició Internacional d'Art Modern al Museu de Brooklyn de 1926 - 1927. Els anys següents creà nombroses pintures i fou objecte d'exposicions individuals a galeries importants d'Anglaterra, França, Alemanya, i els Estats Units.
Crotti morí a París.
Els hereus de Jean Crotti van donar els seus papers personals als arxius d'art americà de la Smithsonian Institution, on poden ser consultats per investigadors.
La primavera del 2011, Francis M. Naumann Fine Art va mostrar una exposició, Inhabiting Abstraction, incloent exemples importants de cada fase significativa i el desenvolupament en el món de l'abstracció que Crotti havia explorat, així com obres singulars com "Parterre de reve" (1920), en què va emmarcar la seva paleta de pintar i llavors la va signar.
- Frederick William MacMonnies, Albert Gleizes, Jean Crotti, Yvonne Chastel Crotti, Francis Picabia, Juliette Roche Gleizes, Marcel Duchamp, New York Tribune, 24 d'octubre 1915
- Albert Gleizes, Jean Crotti, Marcel Duchamp, The Sun, New York, 2 de gener 1916
- Albert Gleizes, Marcel Duchamp, Jean Crotti, Hugo Robus, Stanton MacDonald-Wright, Frances Simpson Stevens, Every Week, Núm. 14, 2 d'abril, 1917